# Suave como el terciopelo
Suave como el terciopelo es una película de Argentina filmada en colores dirigida por Raúl Perrone sobre su propio guion que se estrenó en abril de 1992 y que tuvo como actores principales a Anamá Pittaluga y Carlos Briolotti.

## Sinopsis
Se trata de la conversación imaginaria que tiene Marilyn Monroe con un periodista a quien convocó, en su último día de su vida.

## Reparto
- Anamá Pittaluga …Marilyn
- Carlos Briolotti

## Comentario
El director es un caricaturista vinculado desde la década de 1970 a los hacedores del rock`n`roll argentino cuya vasta obra cinematográfica en Super 8 y en video, refleja las inquietudes de los jóvenes frente a una sociedad que generalmente no la comprende y lo que es peor, le da la espalda.